# Adelaide Hall
Adelaide Louise Hall (Brooklyn, 20 de outubro de 1901 — Londres, 7 de novembro de 1993) foi uma cantora  e animadora de jazz, nascida nos Estados Unidos. Sua longa carreira abrangeu mais de 70 anos desde 1921 até sua morte, tendo sido uma figura importante no Harlem Renaissance.

## Biografia
Hall entrou no Guinness World Records em 2003 como a artista de gravação mais duradoura do mundo, tendo lançado material em oito décadas consecutivas. Ela atuou com grandes artistas como Art Tatum, Ethel Waters, Josephine Baker, Louis Armstrong, Lena Horne, Cab Calloway, Fela Sowande, Rudy Vallee e Jools Holland e gravou como cantora de jazz com Duke Ellington (com quem fez sua gravação mais famosa , "Crioulo Love Call" em 1927) e com Fats Waller.
Adelaide Hall morreu em 7 de novembro de 1993, com 92 anos, no Hospital Charing Cross de Londres. Cumprindo seu desejo, seu funeral ocorreu em Nova York na Catedral da Encarnação (Garden City, Nova York) e ela foi deitada ao lado de sua mãe no Cemitério dos Evergreens no Brooklyn.  Em Londres, um serviço memorial foi realizado para ela em St Paul, Covent Garden (conhecida como a "igreja do ator"), que contou com a presença de muitas estrelas, incluindo Elaine Paige, Elisabeth Welch, Lon Satton e Elaine Delmar. Um dos participantes, apresentador de TV e transmissor Michael Parkinson, comentou bastante bem durante seu elogio: "Adelaide viveu para ser noventa e dois e nunca envelheceu".